# K’inich Janaab Pakal II
K’inich Janaab Pakal II znany też jako Upakal K’inich lub Upakal K’inich Janaab Pakal – majański władca miasta Palenque i następca K’inich Ahkal Mo’ Nahba III.
Niewiele wiadomo na temat tego władcy, gdyż jest bardzo mało inskrypcji z czasów jego panowania. Prawdopodobnie był bratem K’inich Ahkal Mo’ Nahba III i naprawdę nazywał się Upkal K’inich. Gdy objął władzę przyjął imię swojego wielkiego przodka K’inich Janaab’ Pakala, ale tytułował się pełnym imieniem, czyli Upakal K’inich Janaab Pakal. Brakuje informacji na temat daty jego narodzin, śmierci oraz wstąpienia na tron. Ponieważ poprzedni władca, jak się przypuszcza, mógł sprawować władzę do 736 roku, a pierwsza wzmianka o K’inich Janaab Pakalu II pochodzi z 742 roku, to musiał on przejąć władzę, gdzieś w tym przedziale czasu. Prawdopodobnie zmarł ok. 751 roku, kiedy to nowym władcą został K’inich Kan Bahlam III.
Zachowały się trzy wizerunki władcy, przy czym jeden z nich odkryty w pałacu królewskim w Palenque jest uszkodzony. Drugi znajduje się w tzw. Świątyni XIX i przedstawia młodego władcę, jeszcze przed sukcesją, a trzeci wyryto na jednym z paneli w tzw. Świątyni XXI. Znajduje się tam wizerunek K’inich Janaab’ Pakala, po bokach którego znajdują się K’inich Ahkal Mo’ Nahb III i Upkal K’inich.
Wiadomo natomiast, że za jego rządów niejaka Chak Nik Ye’ Xook z Palenque przybyła do odległego Copán, by poślubić tamtejszego władcę.